# Simon Neuberg
Simon Neuberg (* 1961 in Casablanca) ist ein französischer Jiddist.

## Leben
Er wurde an der Universität Paris III als Konferenzdolmetscher ausgebildet und erhielt 1986 seinen Abschluss am École supérieure d’interprètes et de traducteurs. Nach seinen formalen Jiddistikstudien in Trier (1995 Promotion, 1999 Habilitation Autor – Setzer – Text, Wege zur Geschichte des jiddischen Wortschatzes) lehrt er seit 2002 als Professor für Jiddistik an der Universität Trier. Zusammen mit Marion Aptroot organisiert er das jährliche Symposium für Jiddische Studien in Deutschland.

## Werke (Auswahl)
- Pragmatische Aspekte der jiddischen Sprachgeschichte am Beispiel der „Zenerene“ (Jidische schtudies. Beiträge zur Geschichte der Sprache und Literatur der aschkenasischen Juden. Band 7). Buske, Hamburg 1999, ISBN 3-87548-208-5. (Zugleich: Dissertation, Trier 1995.)
- Das Schwedesch lid. Ein westjiddischer Bericht über Ereignisse in Prag im Jahre 1648 (Jidische schtudies. Beiträge zur Geschichte der Sprache und Literatur der aschkenasischen Juden. Band 8). Buske, Hamburg 2000, ISBN 3-87548-218-2.
- mit Yitskhok Niborski und Bernard Vaisbrot: פֿראַנצייזיש ווערטערבוך / yidish-frantseyzish verterbukh. Dictionnaire Yiddish-Francais. Paris 2002, ISBN 978-2-9511372-6-4.
- mit Ronald Lötzsch: Duden - Jiddisches Wörterbuch. Dudenverlag, Berlin 2018, ISBN 978-3-411-06243-0.